# Radewege
Radewege ist ein Ortsteil der Gemeinde Beetzsee  im Landkreis Potsdam-Mittelmark im Land Brandenburg und ist Teil des Amtes Beetzsee. Westlich Radeweges am Übergang zu Brielow liegt der Wohnplatz Radewege Siedlung. 2002 schlossen sich Radewege, Brielow und Marzahne zur Gemeinde Beetzsee zusammen. 2008 wechselte Marzahne in die Stadt Havelsee. Radewege lag an der Bahnstrecke Roskow–Brandenburg-Altstadt.

## Geschichte

### Vorgeschichte

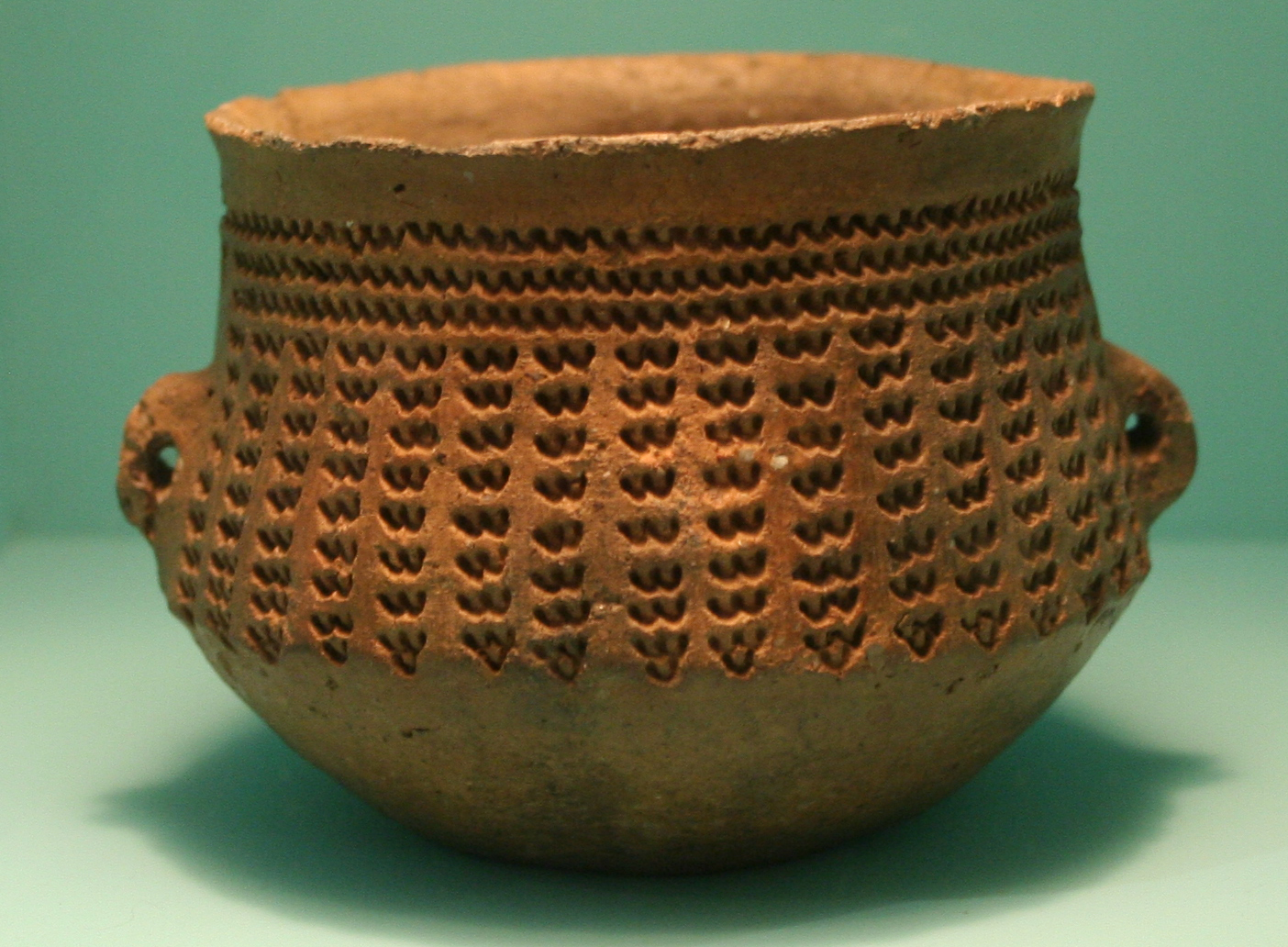
Ein am Hasselberg gefundenes Hängegefäß der Havelländischen Kultur im Museum für Vor- und Frühgeschichte

Am Schwarzen Berg westlich des Ortes wurden im 19. Jahrhundert Teile eines jungbronzezeitliches Urnengräberfeldes mit neun Gräbern entdeckt. In diesen Gräbern fand man Spiralplattenfibeln, Wendel-, Finger- und Armringe. Am Mühlenberg wurden Gräber der jüngeren Bronzezeit beziehungsweise der frühen Eisenzeit entdeckt. Auf dem Hasselberg an der Grenze zur Gemeinde Beetzseeheide konnte einer der größten Urnengräberfriedhöfe des Elbe-Havelgebietes der späteren römischen Kaiserzeit bis zum Beginn der Zeit der Völkerwanderung gesichert werden. Es wurden zumeist schalenförmige Urnen ohne Beigaben gefunden. Die Funde wurden ins 3. bis ins 5. Jahrhundert datiert. Neben diesen Urnengräbern konnten am Hasselberg weitere Gräber aus der Steinzeit gesichert werden, die der Havelländischen Kultur zugeordnet wurden. Daneben gibt es Siedlungsfunde prähistorischer Zeit.
In seinem Werk Germania beschreibt Tacitus die Gegend östlich der Elbe bis an die Oder als Siedlungsgebiet des suebischen Stamms der Semnonen. Bis auf wenige Restgruppen verließen die Semnonen noch vor beziehungsweise spätestens während der Zeit der Völkerwanderung ab dem 3. beziehungsweise 4. Jahrhundert ihr altes Siedlungsgebiet an der Havel in Richtung des Rheins. Ab dem 6. Jahrhundert zogen slawische Stämme aus dem Osten kommend in den nach der Abwanderung der Germanen seit etwa einhundertfünfzig Jahre weitgehend siedlungsleeren Raum. Reste germanischer Bevölkerung gingen in der slawischen Mehrheitsbevölkerung auf.

### Mittelalter
Die erste schriftliche Erwähnung Radeweges als „Radenwede“ stammt aus dem Jahr 1335. Markgraf Ludwig I. verpflichtete in der Urkunde mehrere Dörfer entlang des Beetzsees, neben Radewege beispielsweise auch die Orte Butzow und Lünow bei der Instandhaltung von Dämmen und Wegen zu helfen. Im Jahr 1373 wurden Bürger der Altstadt Brandenburg als Besitzer mehrerer Hufen geführt. Ebenfalls Besitzungen im Dorf hatte der Bischof von Brandenburg.
Laut Landbuch Karls IV. von 1375 gab es in Radewege 42,5 Hufen Land. Daneben soll es noch drei Hufen für die Pfarrei und weiteres Schulzenland gegeben haben. Es hab einen Krug bestanden und ein abgabenpflichtiger Fischer gelebt. Die Pfarrei Radeweges wurde mehrfach einerseits als Mutter- und andererseits als Filialkirche Brielows erwähnt. Im Jahr 1409 kam auch Radewege zur Altstadt, nachdem Kurfürst Jobst das Dorf an diese abgetreten hatte. Wie Brielow blieb auch Radewege bis in das 19. Jahrhundert  in städtischem Besitz. Neben der Stadt hatte auch Johann von Quitzow und das Domkapitel Besitzungen in Radewege.
1413 wurde Radewege von Raubrittern des Erzbistums Magdeburg überfallen und verwüstet, kurze Zeit später aber wieder besiedelt. In einem Vergleich zwischen den Städten Brandenburg wurde 1423 unter anderem bestimmt, dass der Rat der Altstadt für die Hufen Radeweges ein Dammgeld, also die Kosten der Instandhaltung zu zahlen habe.

### Neuzeit
Zwischen den Ortschaften Brielow und Radewege wurde spätestens ab 1545 Wein angebaut. In diesem Jahr gestattete der Kurfürst Joachim I. der Altstadt den Weinbau auf dem Radeweger Berg. In diesem Zusammenhang hatte der altstädtische Rat Brielower Kossäten ausgezahlt, um so Wohnraum für die Weinbauern zu schaffen. Bei einem Brand 1607 wurde die Dorfkirche beschädigt und bis 1608 wieder instand gesetzt.  In einer Aufzeichnung im Jahr 1708 wurden für Radewege 16 Hufenbauern, ein Kossät, ein Schäfer und ein Schmied gezählt. 31 Jahre später sollen 140 Menschen im Ort gelebt haben. Die Schule lag um das Jahr 1800 im südwestlichen und ein Spritzenhaus und eine Schmiede im östlichen Bereich des Dorfes. Für die Jahre 1813, 1890 und 1901 sind für das Dorf mehrere Großbrände vermerkt.
1815 wurden im Königreich Preußen nach den Befreiungskriegen und den damit zusammenhängenden politischen Veränderungen Provinzen gebildet. Die Gebiete um die Stadt Brandenburg wurden der neuen preußischen Provinz Brandenburg angegliedert. Ein Jahr später wurde in Brandenburg der Landkreis Westhavelland gegründet, zu dem Radewege gehörte. In der gesamten Gegend entlang der Havel und der mit ihr verbundenen Seen gab es zu Beginn und im Verlauf des 19. Jahrhunderts und mit der beginnenden und voranschreitenden Industrialisierung in Preußen einen wirtschaftlichen Aufschwung. Aufgrund reicher Tonvorkommen in der Gegend und der Nähe des Sees wurden unter anderem um Radewege mehrere Ziegeleien errichtet. Die Havel ermöglichte einen Transport in die Industriezentren. Die gebrannten Klinker wurden vor Ort auf Lastkähne verladen und mit dem Schiff in die Städte Brandenburg, Potsdam und Berlin transportiert. Eine Schiffsladung bestand üblicherweise aus etwa 40.000 bis 50.000 Ziegelsteinen. Die Klinkerproduktion wurde teilweise noch bis zur Mitte des 20. Jahrhunderts aufrechterhalten. Dann erschöpften sich die Tonvorkommen und modernere Werkstoffe wurden eingesetzt. Aufgrund des wirtschaftlichen Aufschwungs durch die Ziegeleiindustrie wuchsen die Ortschaften entlang des Beetzsees in kurzer Zeit teilweise beträchtlich. In Radewege gab es 1852 drei Ziegeleien. Im 19. Jahrhundert hatte das Dorf zwei Windmühlen und 1886 wurde eine erste Molkerei eingerichtet.

### 20. und 21. Jahrhundert
Radewege wuchs vom alten Ortskern aus vor allem nach Osten entlang des Beetzseeufers. 1907 lebten im Ort ein Schmied, ein Bäckermeister, ein Ziegeleibesitzer, zwei Müller und es gab zwei Gasthöfe. Drei Jahre zuvor war das Dorf an das deutsche Schienennetz angeschlossen worden. In diesem Jahr wurde eine über Radewege führende Zweigstrecke der seit 1901 bestehenden Westhavelländischen Kreisbahnen eröffnet, die Brandenburg mit Nauen im Nordosten verband. Haltepunkte war neben Radewege Radewege Ziegelei. Die Eisenbahnverbindung spielte vorrangig beim Güterverkehr für die Beetzseegemeinden vor allem für den Transport von landwirtschaftlichen Produkten und Ziegeleierzeugnissen eine wichtige Rolle. Nach dem Niedergang des Bahnverkehrs wurde die Verbindung 1969 eingestellt und in der Folge zurückgebaut.
Im Ersten Weltkrieg fielen 29 Bewohner oder wurden als vermisst gemeldet. In der Zwischenkriegszeit wuchs die Bevölkerung weiter rasch an. So lebten in Radewege 1933 607, sechs Jahre später bereits 672 Personen. Im Zweiten Weltkrieg fielen 23 Einwohner oder wurden vermisst gemeldet.
Im Zuge der Bodenreform in der Sowjetischen Besatzungszone 1947 und 1948 wurden große landwirtschaftliche Flächen über 100 Hektar im Ort unter der landlosen und landarmen Bevölkerung neu aufgeteilt. 1952 fand in der 1949 gegründeten DDR eine Verwaltungsreform statt. Die Länder wurden aufgelöst und dafür Bezirke gebildet. In diesem Zusammenhang war auch eine Umstrukturierung der bestehenden Kreise notwendig geworden. So wurde der Landkreis Westhavelland, zu dem die Orte gehörten, aufgelöst, und die Gemeinden dem neuen Kreis Brandenburg (Land) im Bezirk Potsdam angegliedert. Ab 1953 erfolgte wie überall in der DDR die Kollektivierung der Agrarbetriebe, die durch die Bodenreform teils sehr klein waren, um rentabel beziehungsweise effektiv geführt zu werden, in Landwirtschaftlichen Produktionsgenossenschaften (LPG).
Mit den politischen Umwälzungen der Jahre 1989 und 1990 kam es wiederum zu Veränderungen. 1990 wurde der Bezirk Potsdam aufgelöst und ging im wiedergegründeten Land Brandenburg auf. Nach der Wiedervereinigung wurde 1993 der neue Landkreis Potsdam-Mittelmark gegründet, in dem der Landkreis Brandenburg aufging. Im Vorfeld der für 2003 geplanten brandenburgischen Gemeindegebietsreform schloss sich zum 1. Februar 2002 Radewege mit Brielow und Marzahne freiwillig zur Gemeinde Beetzsee zusammen und verlor so seine Selbstständigkeit. Am 1. Januar 2008 wechselte Marzahne in die benachbarte Stadt Havelsee. Im Zuge der Suburbanisierung um die Stadt Brandenburg in den Nachwendejahren verzeichnete das Dorf teilweise starke Zuzüge. In diesem Zusammenhang wurden neue Siedlungen mit Einfamilienhäusern errichtet.

### Ortsname
Der Ursprung des Ortsnamens Radewege ist nicht vollständig geklärt. Wahrscheinlich stammt er aber vom polabischen Namen Radoved, sodass man annimmt, dass Radewege ein Ort war, wo jemand solchen Namens gewohnt hat. 1335 wurde Radewege als Radenwede erstmals urkundlich erwähnt. In der Urkunde wurde der Ort vom Markgrafen zur Instandhaltung von Dämmen und Wegen verpflichtet.

## Sehenswürdigkeiten

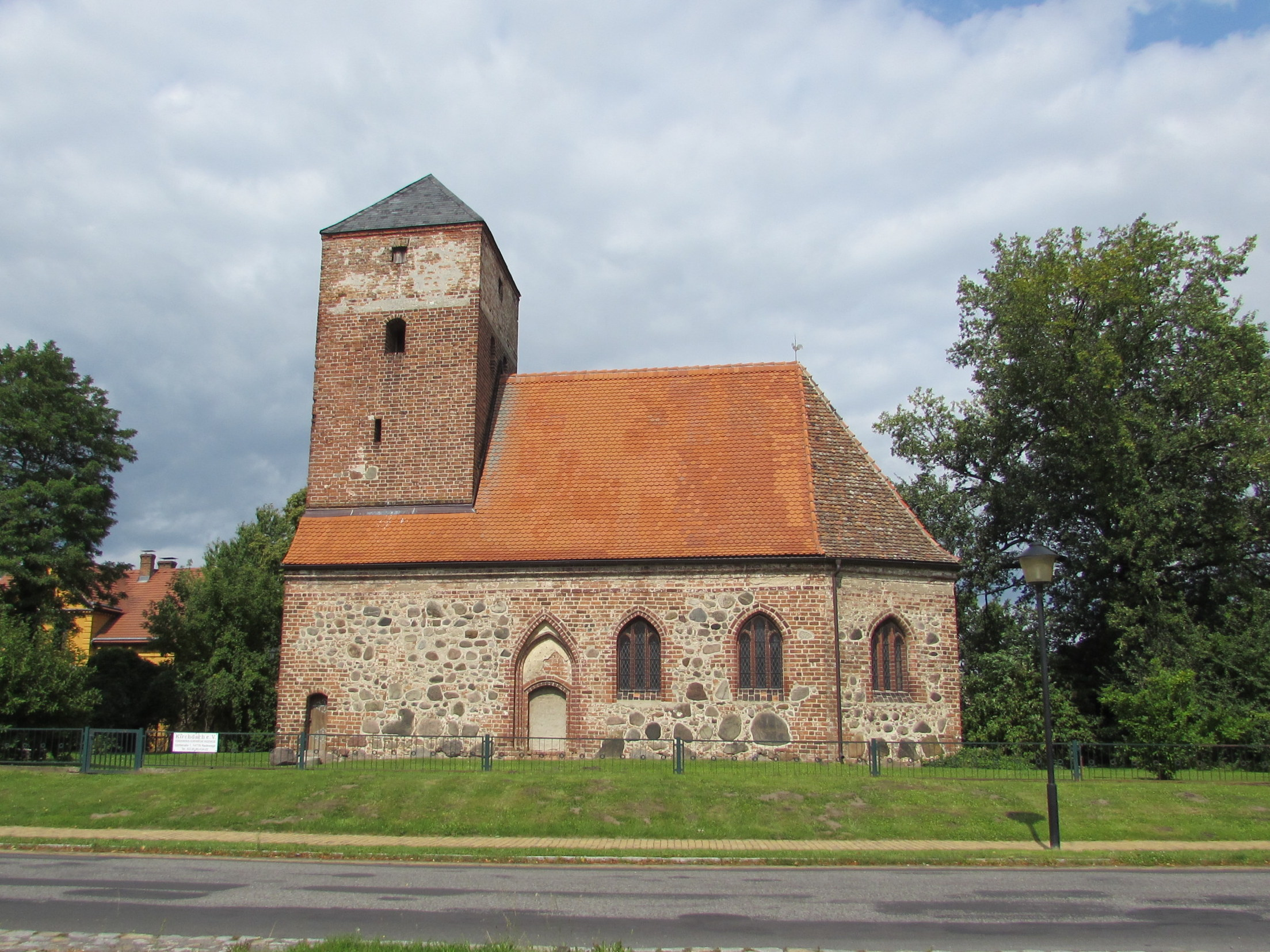
Dorfkirche Radewege

Die gotische Dorfkirche Radewege liegt im Zentrum des Dorfes und trägt keinen Namen. Sie wurde mit Westturm, Schiff und Chor wurde aus roten Ziegelsteinen und aus Feldsteinen in Verbindung mit Kalkmörtel gemauert. Im Innenraum der Saalkirche findet man ein klassisches gemauertes Kreuzrippengewölbe und Dienste. Das Kreuzrippengewölbe ist durch farbig gemalte Verzierungen begleitet. Neben einer hölzernen Kanzel wurde eine kunstvoll vorkragende Sakramentsnische eingearbeitet. Über dieser steht eine hölzerne, farbig gefasste Madonna mit Kind.